# Susan Silver
Susan Silver, född 17 juli 1958 i Seattle, Washington, är en amerikansk musikmanager. 
Susan Silver var tidigare manager för Soundgarden och även för Alice in Chains. Hon har varit gift med Soundgardens frontman Chris Cornell, med vilken hon har en dotter, Lilian Jean Cornell född 28 juni 2000. Cornell och Silver skilde sig 2004.